# Leaked in London
Leaked in London è un EP live registrato dai Fall Out Boy a Londra, il 29 gennaio 2007. L'EP era scaricabile gratuitamente dal sito della band di Chicago dal 6 febbraio al 13 febbraio 2007, attraverso il software CDPass, che consentiva il download solo inserendo nel computer una copia dell'album dei Fall Out Boy Infinity on High.

## Tracce
1. This Ain't a Scene, It's an Arms Race – 3:25
2. Thriller – 3:29
3. Dance, Dance – 3:15
4. Golden – 2:37
5. Our Lawyer Made Us Change The Name Of This Song So We Wouldn't Get Sued – 3:09

## Crediti
- Patrick Stump - voce, chitarra ritmica
- Pete Wentz - basso, seconda voce
- Joe Trohman - chitarra solista
- Andy Hurley - batteria